# Darryl Morris
Darryl Morris là một nhân vật hư cấu trong sê-ri phim truyền hình "Phép thuật" của đài WB Television Network. Vai diễn này do diễn viên Dorian Gregory đảm nhiệm.

## Tiểu sử
Là một trung úy (được thăng chức từ một thanh tra) ở Sở cảnh sát San Francisco, Darryl từng là cộng sự của thanh tra Andy Trudeau. Anh có vợ là Sheila Morris và hai con trai, Darryl Jr. và Michael. Cha của anh là Luther Morris.
Darryl tiếp bước của cha mình trở thành một người thi hành pháp luật. Lúc đầu, Darryl nghi ngờ mối liên quan giữa chị em nhà Halliwell với những vụ giết người và tội phạm. Tuy nhiên, vài tháng sau cái chết của cộng sự, chị em nhà Halliwell đã tiết lộ cho anh biết rằng họ thật sự là những phù thủy tốt, đang cố gắng mang đến sự công bằng và bảo vệ thế giới. Sau đó, Darryl đã giúp họ che đậy những trường hợp phạm pháp có liên quan đến những con quỷ, bảo vệ và giúp đỡ họ, kể cả khi Piper muốn đến thăm Leo khi Leo trở thành một ông lão.
Tuy nhiên, khi Darryl sắp bị giết bởi The Cleaners vì đã che đậy cho sức mạnh của "Bộ ba phép thuật", họ đã cứu anh. Mặc dù sau đó, anh vẫn tiếp tục giúp đỡ chị em nhà Halliwell, và giữ bí mật về họ. Mối liên hệ giữa Darryl và chị em nhà Halliwell đã được chứng minh khi ở tập cuối của phần 7, anh thấy 3 người phụ nữ, cái nhìn và biểu cảm trên gương mặt của anh cho thấy rằng, bằng cách nào đó anh biết chị em Halliwell vẫn còn sống sau trận chiến khốc liệt. Đây cũng là sự xuất hiện cuối cùng của anh trong "Phép thuật", vì vợ của anh, Sheila bắt anh phải di chuyển sang tiểu bang khác để bắt đầu lại.
Có một lần, Phoebe và Paige đã lấy linh hồn của Darryl để giúp Leo thoát khỏi Valhalla. Mặc dù lúc đầu, anh không đồng ý nhưng một khi họ có được linh hồn của anh, họ sẽ giúp được Leo. Điều này cũng lần nữa chứng minh sự trung kiên của Darryl. Không may là sau khi họ thoát ra, nhiều chiến binh từ Valhalla đã đến tấn công Darryl. Nhưng cuối cùng, anh được Leo giúp đỡ chữa trị. Sau đó, cũng trong phần này, sau cái chết "hụt" của Darryl, anh đã không che đậy cho Chris, khi đánh cắp chiếc xe để đuổi theo phiên bản xấu xa của Mr. Right. Ở phần 7, anh đã không giúp đỡ chị em Halliwell, và không liên lạc với họ như bình thường. Anh làm việc với thanh tra Sheridan, người biết rằng chị em nhà Halliwell đang che giấu một điều gì đó. Darryl đã không giúp cho nhà Halliwell, nhưng anh cũng không tiết lộ bí mật của họ.
Darryl đã chuyển tới East Coast sau phần 7, không liên lạc với chị em nhà Halliwell một cách thường xuyên nữa. Anh đã trở lại sau đó nhưng là trong truyện tranh Phép thuật.

## Không xuất hiện ở phần 8
Theo Brad Kern, lý do Darryl không xuất hiện trong phần 8 là vì sự cắt giảm ngân sách của bộ phim. Việc này cũng làm giới hạn sự xuất hiện của Leo trong sê-ri. Ở phần 8, người xem được cho biết rằng Darryl và gia đình đã chuyển đi nơi khác.